# Evils Toy

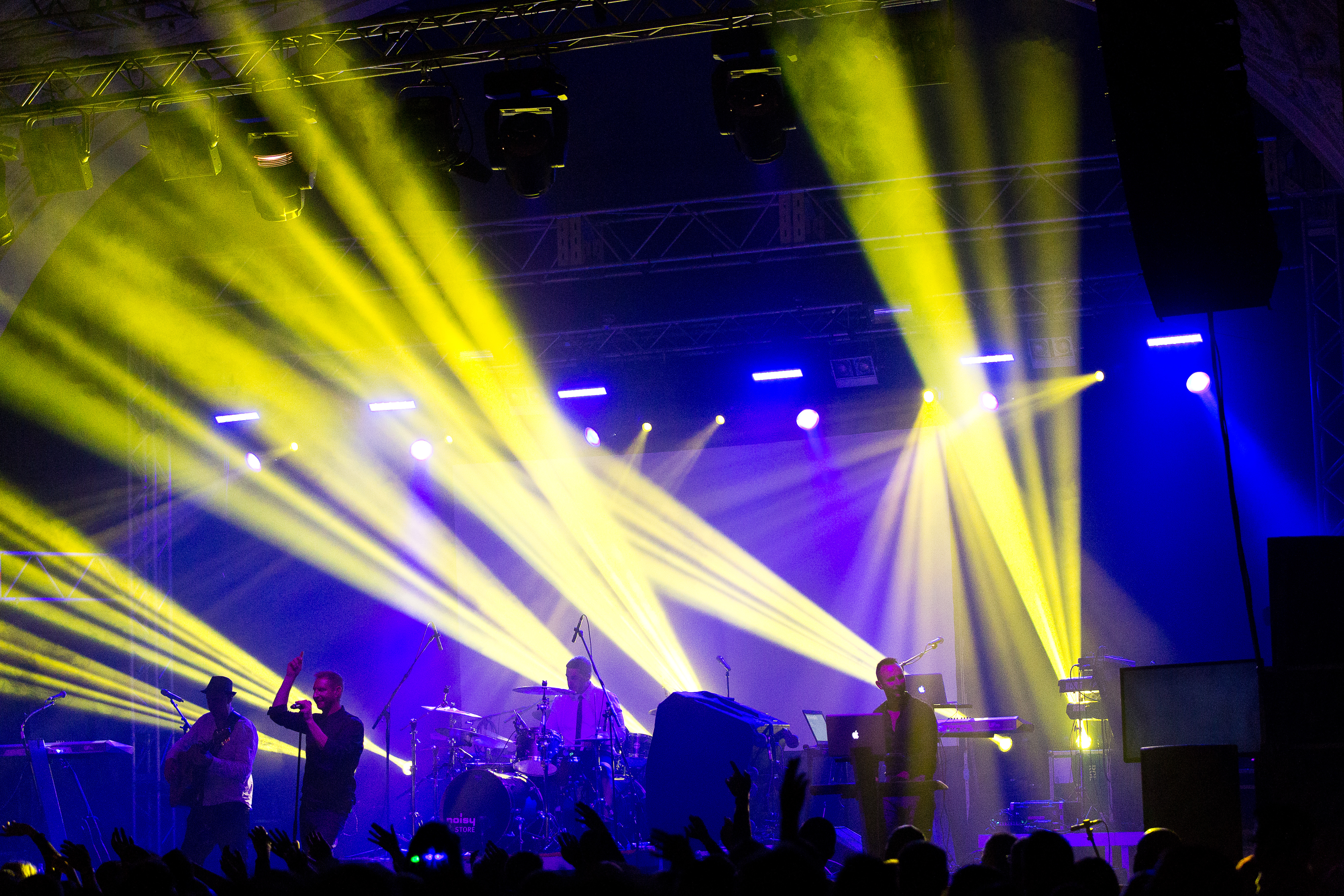
Die deutsche Electro-Band T.O.Y. beim Gothic meets Klassik 2015 in Leipzig.

T.O.Y. (vormals Evils Toy) ist eine deutsche Elektro-Band.

## Geschichte
Evils Toy wurde im Sommer 1992 in Witten von Volker Lutz und Thorsten Brenda gegründet. 1998 wurde Oliver Taranczewski von der Band RE/Act drittes Bandmitglied, Thorsten Brenda stieg einige Zeit später aus. Der Musikstil ist eine Mischung aus Electro-Pop und Drum-and-Bass-Anleihen, Veröffentlichungen vor 1995 steuerten hingegen in das Dark-Electro-Umfeld.
Um die Jahrtausendwende ging aus Evils Toy das Future-Pop-Projekt T.O.Y. hervor. T.O.Y. produzierte zwischen 2001 und 2004 zwei Alben und eine EP mit mäßigem Erfolg, ehe es still um die Band wurde.
Nach einigen Auslandskonzerten und der Ankündigung eines neuen Albums im Jahr 2008 wurde im Mai 2009 auf der Myspace-Seite der Band verkündet, dass Taranczewski die Band auf Grund künstlerischer Differenzen verlassen habe. 2017 stellte die Band T.O.Y. das neue Album "Pain is Love" vor.

## Diskografie

### Alben
- 1993: Human Refuse (als Evils Toy)
- 1994: Morbid Mind  (als Evils Toy)
- 1996: XTC Implant  (als Evils Toy)
- 1997: Box (Rare & Unreleased)  (als Evils Toy)
- 1997: Illusion  (als Evils Toy)
- 1998: Angels Only!  (als Evils Toy)
- 2000: Silver Tears  (als Evils Toy)
- 2001: Spaceradio (als T.O.Y.)
- 2002: Evilution (Best Of Evils Toy)
- 2003: White Lights (als T.O.Y.)
- 2017: Pain is Love (als T.O.Y.)

### Singles
- 1994: Dear God Remix
- 1995: Organics
- 1996: The Old Race
- 1998: Transparent Frequencies
- 2000: Virtual State
- 2004: Fairytale (als T.O.Y.)
- 2017: The Darkness & The Light (als T.O.Y.)